# 諾沃斯爾斯基灣

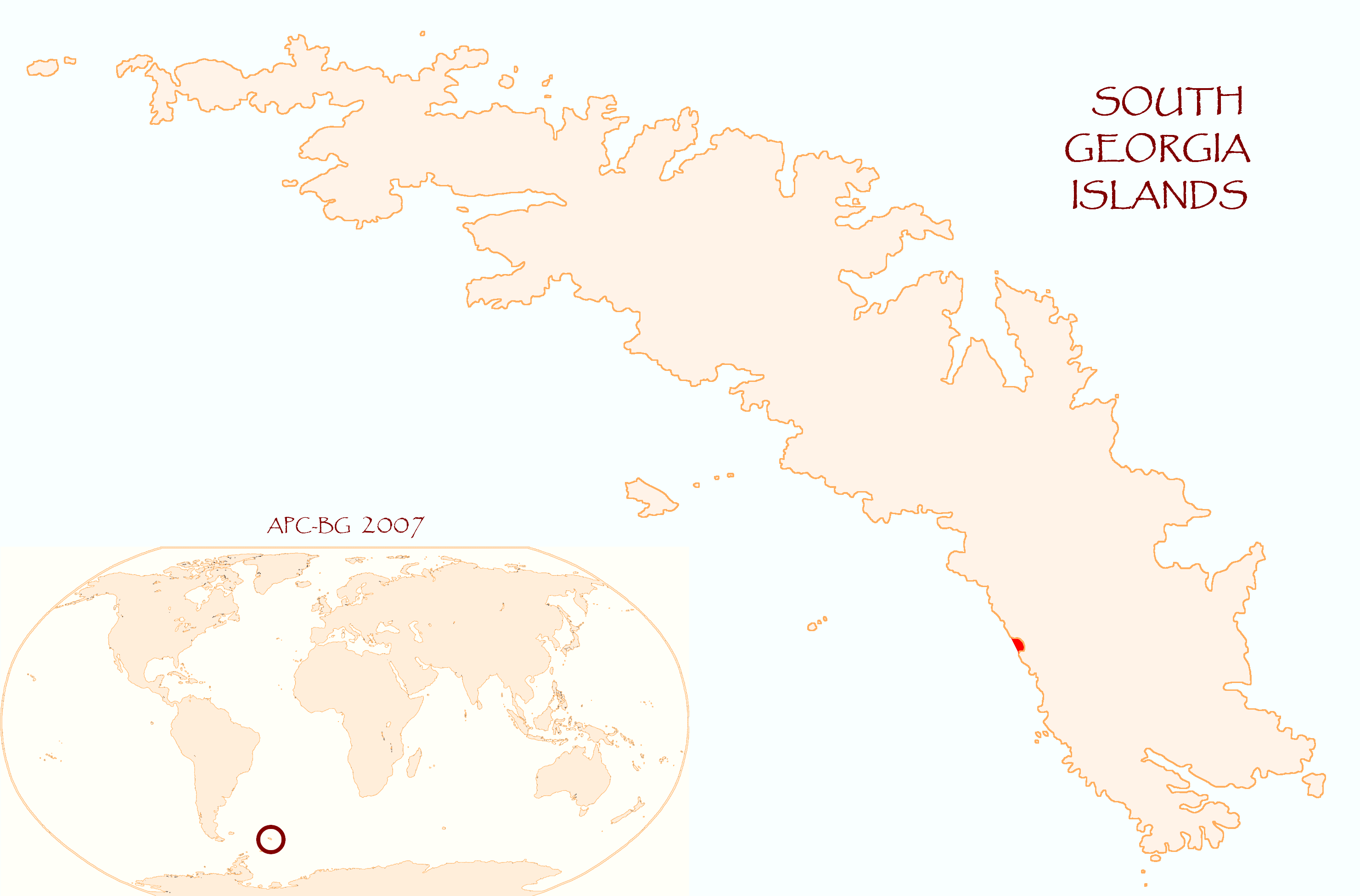
諾沃斯爾斯基灣在南喬治亞島的位置

諾沃斯爾斯基灣（英語：Novosilski Bay），是英國海外領土南喬治亞與南桑威奇群島的海灣，位於南喬治亞島南岸，處於弗雷澤山以南，寬3.2公里，在1819年由法比安·戈特利布·馮·別林斯高晉發現。

## 外部連結
本条目引用的公有领域材料来自美国地质调查局的文档 《諾沃斯爾斯基灣》 （資料來自地名信息系统）。

54°39′S 36°21′W / 54.650°S 36.350°W